# Pygommatius albatus
Pygommatius albatus là một loài ruồi trong họ Asilidae. Pygommatius albatus được Martin miêu tả năm 1964.